# Magnetar

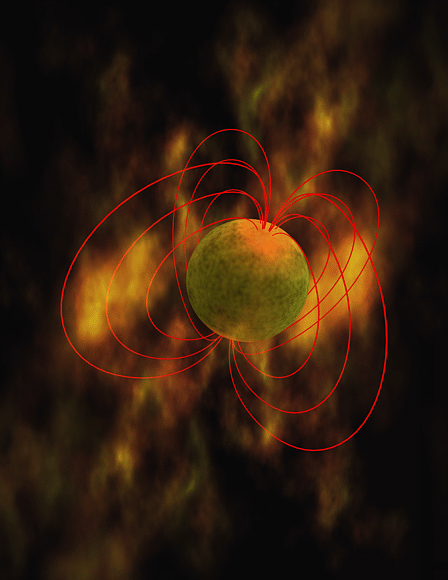
Raffigurazione artistica di una magnetar, rappresentata con le linee di forza del suo campo magnetico (in rosso).

Una magnetar (contrazione dei termini inglesi magnetic star, letteralmente "stella magnetica") è una stella di neutroni che possiede un enorme campo magnetico, miliardi di volte quello terrestre, il cui decadimento genera intense ed abbondanti emissioni elettromagnetiche, in particolare raggi X, raggi gamma e (molto raramente) anche radiofrequenze.  La teoria riguardante tali oggetti fu formulata da Robert Duncan e Christopher Thompson nel 1992. Nel decennio seguente l'ipotesi della magnetar è stata largamente accettata come una possibile spiegazione fisica per particolari oggetti conosciuti come soft gamma repeater (sorgenti ricorrenti di raggi gamma morbidi) e pulsar anomale a raggi X.

## Formazione
Quando durante un'esplosione di supernova una stella collassa in una stella di neutroni, il suo campo magnetico cresce in potenza (mentre la dimensione viene dimezzata, la potenza quadruplica). Duncan e Thompson hanno calcolato che il campo magnetico di una stella di neutroni, normalmente di circa 1×108 T, può, tramite un effetto simile alla dinamo, diventare ancora più grande, superiore a 1×1011 T; una simile stella di neutroni è detta per l'appunto magnetar.
Una supernova, durante l'esplosione, arriva a perdere il 10% della sua massa. In particolare,  stelle molto grandi (10-30 M⊙) che, a seguito dell'esplosione, non si trasformano in buchi neri, perdono circa l'80% della propria massa.
Si ritiene che circa 1 supernova su 10 degeneri in una magnetar anziché in una più comune stella di neutroni o in una pulsar: accade quando la stella ha già una veloce rotazione ed un forte magnetismo. Si ritiene che il campo magnetico di una magnetar sia il risultato di un moto convettivo ad effetto dinamo di materiale caldo nel nucleo della stella di neutroni, che intercorre nei primi 10 s circa di vita della stella; se la stella stessa ruota inizialmente alla stessa velocità del periodo di convezione, circa 10 ms, le correnti convettive sono in grado di operare globalmente sull'astro, e di trasferire una quantità significativa della loro energia cinetica nella forza del loro campo magnetico. Nelle stelle di neutroni che ruotano meno rapidamente, le celle convettive si formano solo in alcune regioni della stella.

## Una breve vita
Negli strati esterni della magnetar le tensioni che si originano dalle torsioni delle linee di forza del campo magnetico stellare possono provocare uno "stellamoto" (starquake), ovvero la crosta della stella di neutroni viene spaccata dall'intenso magnetismo e sprofonda nello strato interno in modo molto simile a ciò che accade alla crosta terrestre durante un terremoto. Queste onde sismiche sono estremamente energetiche e causano una forte emissione di raggi X e gamma; gli astronomi definiscono questo oggetto soft gamma repeater.
La vita attiva di una magnetar è abbastanza breve: i forti campi magnetici decadono dopo circa 10000 anni, dopo di che cessano sia l'attività che l'emissione di raggi X. Molto probabilmente la Via Lattea è piena di magnetar spente.

## Effetti del fortissimo campo magnetico
Un campo magnetico di circa 10 GT è in grado di smagnetizzare una carta di credito da metà della distanza tra la Terra e la Luna. Un piccolo magnete costituito dal lantanide neodimio ha un campo di circa 1 tesla, la Terra ha un campo geomagnetico di 30-60 μT, e gran parte dei sistemi di conservazione dei dati possono essere gravemente danneggiati da breve distanza da un campo di 1 mT.
Il campo magnetico di una magnetar può essere letale da una distanza di 1000 km, poiché in grado di strappare i tessuti per via del diamagnetismo dell'acqua. Le forze di marea di una magnetar di 1,4 M⊙ sono altrettanto letali alla stessa distanza, in grado di fare a pezzi un uomo di corporatura media con una forza di oltre 20 kN (oltre 2040 kgf).
Nel 2003 nella rivista scientifica Scientific American fu descritto ciò che accade nel campo magnetico di una magnetar: i fotoni X si scindono in due parti o si fondono insieme, mentre i fotoni della luce polarizzata, quando entrano nel campo magnetico, cambiano velocità e, talvolta, lunghezza d'onda. Finché il campo riesce ad evitare che gli elettroni vibrino, come farebbero normalmente in risposta alla sollecitazione della luce, le onde luminose "scivolano" oltre gli elettroni senza perdere energia. Ciò avviene più facilmente nel vuoto, dove è possibile dividere la luce in differenti polarizzazioni (come in un immateriale cristallo di calcite).
Un simile campo magnetico "stira" gli atomi in lunghi cilindri. In un campo di circa 105 tesla, gli orbitali atomici si deformano sino alla forma di un sigaro. A 1010 tesla, un atomo di idrogeno si allunga sino a diventare 200 volte più stretto del suo diametro normale.
A fine 2017 è stato effettuato un censimento degli Outburst (eventi durante i quali le magnetar aumentano di luminosità sino a migliaia di volte) con la creazione di un catalogo che analizza le proprietà di emissione di tutti gli outburst osservati dalle magnetar, dalle prime fasi attive sino al loro decadimento.

## Magnetar conosciute
Alcuni esempi di magnetar conosciute:
- 4U 0142+61, situata ad una distanza di 13000 al circa dalla Terra, nella costellazione di Cassiopea; è circondata da un disco circumstellare
- SGR 0418+5729 si trova a 6500 al dalla Terra e il suo campo magnetico è di un milione di miliardi di G[6]
- SGR 1806-20, situata a 50000 al dalla Terra, nella parte opposta della Via lattea nella costellazione del Sagittario.
- 1E 1048.1-5937, situata a 9000 al nella costellazione della Carena. La stella da cui si è originata la magnetar aveva una massa 30-40 volte quella solare.
- SGR 1935+2154 è una magnetar da cui sono state rilevate potenti emissioni di raggi x e raggi gamma, affiancate per la prima volta da un'emissione ritenuta fast radio burst.
- Swift J1818.0−1607, con un'età stimata di 240 anni, è considerata, al momento della sua scoperta nel 2020, la più giovane radio-pulsar delle sole 5 conosciute che siano simultaneamente radio-pulsars  e magnetars.[7]In questo caso le emissioni radio sono costanti e durevoli a differenza dei fast radio burst.
- GPM J1839-10, magnetar a periodo ultra lungo.

A fine giugno 2012, il numero è salito a 20 riconosciute e altre 3 candidate.